# Thomas Henry Bingham
Thomas Henry Bingham (Marylebone, 13 de octubre de 1933-Powys, 11 de septiembre de 2010), barón Bingham de Cornhill, KG, PC, FBA, fue un abogado y jurista británico.

## Biografía
Bingham nació en Londres. Sus padres trabajaban como médicos en Reigate, Surrey, donde creció. El padre era de la Iglesia Libre Presbiteriana del Úlster. Thomas Bingham asistió a la Sedbergh School (Winder House), una escuela pública en Cumbria. Hizo su servicio militar en los  Royal Ulster Rifles, donde fue segundo teniente de 1952 a 1954. Recibió una beca Gibbs para estudiar Historia Moderna en el Balliol College, Universidad de Oxford. Tras graduarse, estudió derecho con una beca de Eldon Law.
Fue admitido en el Gray's Innen 1959. Se incorporó a un bufete de abogados en Londres dirigido por Leslie Scarman. De 1968 a 1972 fue Consejero Junior en el Departamento de Trabajo. En 1972, a la edad de 38 años, se convirtió en el Consejero de la reina. En 1975 fue nombrado registrador en el Tribunal de la Corona, en 1980 fue nombrado Juez del Tribunal Superior de Justicia de Inglaterra y Gales.
En 1977 el entonces ministro de Relaciones Exteriores, David Owen, le encargó dirigir una investigación sobre un posible incumplimiento del embargo de la ONU sobre Rhodesia por parte de compañías petroleras en el sur del país. Fue ascendido a la Corte de Apelaciones en 1986 y dirigió una investigación sobre los problemas del Banco Internacional de Crédito y Comercio de 1991 a 1992.
El 1 de octubre de 1992, se convirtió en  Master of the Rolls e inició importantes reformas en esa institución, incluida la sustitución de ciertas audiencias orales en los principales casos civiles. Fue el primer juez británico de alto rango en apoyar la incorporación de las bases legales del Convenio Europeo de Derechos Humanos en el sistema legal británico, lo que se logró con la aprobación de la Ley de Derechos Humanos de 1998.
De 1996 a 2000, fue Lord Juez Superior de Inglaterra y Gales.
Fue un defensor de la separación del poder judicial de la Cámara de los Lores del Parlamento mediante la creación de una nueva Corte Suprema del Reino Unido.
Se casó con Elizabeth Loxley y tuvieron dos hijos y una hija.
Tras su jubilación, centró su trabajo en sus funciones como docente y conferencista en derechos humanos.
Falleció de cáncer de pulmón.